# Condado de Manistee
O Condado de Manistee é um dos 88 condados do estado americano de Michigan. A sede do condado é Manistee, e sua maior cidade é Manistee.
O condado possui uma área de 3 317 km² (dos quais 1 909 km² estão cobertos por água), uma população de 24 527 habitantes, e uma densidade populacional de 17 hab/km² (segundo o censo nacional de 2000).